# Adelaida de Geldern
Adelaida de Geldern (cunoscută și ca Adelaida de Bellich, Alice de Geldern) (n. cca. 1182 – d. 1218) a fost fiică a contelui Otto I de Geldern cu Richarda de Bavaria.
În 1197 la Stavoren a avut loc căsătoria Adelaidei cu contele Willem I de Olanda. Adelaida a murit în 1218, pe când soțul ei se afla plecat pentru a participa la Cruciada a cincea. Ea a fost înmormântată în abația de Rijnsburg.
Împreună cu Willem, Adelaida a avut cinci copii:
1. Floris al IV-lea (n. 24 iunie 1210–d. 19 iulie 1234), succesor al tatălui său în Comitatul Olanda
2. Otto (d. 1249), regent în comitatul de Olanda în 1238–1239, episcop de Utrecht
3. Williem (d. 1238), regent în comitatul de Olanda în 1234–1238.
4. Richarda (d. 1262)
5. Ada (d. 1258), abatesă la Rijnsburg de la 1239 până la moarte